# Иннокентий (Просвирнин)
Архимандри́т Инноке́нтий (в миру Анатолий Иванович Просвирнин; 5 мая 1940, Омск — 12 июля 1994, Москва) — архимандрит Русской православной церкви, церковный историк, археограф, филолог, редактор и педагог.

## Биография
Родился 5 мая 1940 года в Омске в православной семье. С 10-летнего возраста начал прислуживать в Омском кафедральном соборе — был алтарником, а затем иподиаконом сначала у епископа Венедикта (Пляскина), позже — у епископа Вениамина (Новицкого).
В 1958 году поступил во второй класс Московской духовной семинарии. Через год после поступления Анатолий был призван в армию, служил в зенитных войсках в Азербайджане. После службы в армии он вернулся в семинарию и окончил её в 1964 году.
В 1963 году председатель издательского отдела Московского патриархата епископ Волоколамский Питирим (Нечаев) пригласил Анатолия работать в редакцию «Журнала Московской Патриархии».
Научные интересы Анатолия окончательно сложились во время его учёбы в академии в 1964—1968 годах: монашество, старчество, миссионерство, церковные архивы, издательская деятельность Церкви, книжность на Руси с древнейших времён. Свою первую научную работу, диссертацию «Введенская Оптина пустынь в истории русского монашества», за которую был удостоен степени кандидата богословия, защитил по окончании академии в 1968 году и был оставлен в Московских духовных школах преподавателем истории Русской православной церкви. Одновременно он работал в «Журнале Московской Патриархии», заведуя в нём отделами проповеди и богословия.
Хотя его формальное образование ограничилось средней школой и Московской духовной семинарией и академией, познания его были значительными; как отмечал Сигурд Шмидт: «Он обладал счастливым даром находить Учителей и учиться у них — воспринимал так не только тех, с кем непосредственно общался, беседовал или чей жизненный подвиг созерцал воочию, но и тогда, когда мог познакомиться лишь с их нравственным и научным наследием».
4 февраля 1970 года Анатолий Просвирнин был рукоположён в сан диакона, а 22 февраля — во пресвитера.
В конце 1975 года был введён в состав редколлегии ежегодного сборника «Богословские труды», а в начале 1977 года назначен заместителем главного редактора по научной работе. В 1970-е годы печатался в «Журнале Московской Патриархии» под псевдонимом А. Вольгин.
22 декабря 1977 года в Троице-Сергиевой лавре был пострижен в монашество с именем Иннокентий в честь святителя Иннокентия (Вениаминова). В 1978 году был возведён в сан игумена, в 1981-м удостоен сана архимандрита.
Участвовал в подготовке многих изданий Московского патриархата: Библии издания 1969 года и Нового Завета издания 1976 года; значителен его вклад в многотомное издание «Настольная книга священнослужителя» (1977—1988). Он участвовал в подготовке издания богослужебных Миней (месячных Миней), приуроченного к 1000-летию Крещения Руси; входил в творческую «Минейную группу», ему принадлежала инициатива включения многих служб русским святым в корпус месячных Миней, и он сам выполнил всю работу над этими службами. Юбилейная книга-альбом «Троице-Сергиева лавра» (1985; переизд: 1987), над которой трудился исследователь, является одним из лучших изданий, посвящённых обители прп. Сергия Радонежского. Кроме того, архим. Иннокентий участвовал в работе над 10-томной «Иллюстрированной русской Библией». Возглавлял работу группы учёных-архивистов над многотомной серией под общим названием «История Русской Православной Церкви в документах региональных архивов России» (аннотированный справочник-указатель); при его жизни вышел только 1-й том этого труда (издание Новоспасского монастыря, 1993).
После вынужденного ухода из московских духовных школ, два года он состоял в братстве ставропигиального Успенского монастыря преподобного Иосифа Волоцкого и занимался там хозяйственными и реставрационно-восстановительными работами. Там же он создал научный центр — «Музей Библии», при котором продолжал активно заниматься издательской деятельностью. Плодом его трудов стало «Международное Волоколамское краеведческое общество», основанное им на базе Иосифо-Волоколамского монастыря. Ежегодно, начиная с 1990 года, в день памяти преподобного Иосифа он проводил научно-богословские конференции, посвящённые истории Церкви и русской культуры.
В ночь на 1 апреля 1993 года в настоятельском корпусе подвергся нападению бандитов. В результате тяжёлая травма позвоночника, перелом ноги, бесчисленные раны на теле надолго приковали отца Иннокентия к постели. Отец Иннокентий так и не смог до конца восстановить здоровье.
В последний год жизни провёл некоторое время в древнем Киккском монастыре на Кипре, совершил паломничество в дни праздников Рождества Христова и Богоявления во Святую Землю, молился на Голгофе и у Гроба Господня, побывал на священной горе Синай, в монастыре святой великомученицы Екатерины.
После нападения и выхода из больницы он нашёл приют в Новоспасском ставропигиальном монастыре в Москве, ставшем и местом его упокоения. Он умер 12 июля 1994 года от острого сердечного приступа в келье епископа Порфирия (Успенского), которого считал своим духовным наставником. Отпевание было совершено 14 июля наместником монастыря архимандритом Алексием (Фроловым). Проститься с почившим к началу Божественной литургии в обитель прибыл её священноархимандрит патриарх Алексий II, собралось множество духовенства и мирян.
Могила отца Иннокентия находится напротив алтарной апсиды Спасо-Преображенского собора.
Сигурд Шмидт по поводу его кончины отмечал:

Кончина этого видного церковного деятеля — тяжёлая утрата и для наших гуманитарных наук, отечественной культуры. Хотя сам отец Иннокентий более всего ощущал себя священнослужителем и был одним из самых почитаемых в Москве духовных пастырей, его в нашей стране и за рубежом признавали как выдающегося знатока, исследователя и публикатора памятников письменности, историка культуры и историографа отечественной археографии. Архимандрит Иннокентий казался воплощением живой творческой связи современных гуманитарных наук с магистральными двухвековыми традициями изучения памятников истории и культуры нашего Отечества, восходящими к Евгению Болховитинову и его младшим современникам.

В 2015 году об Иннокентии (Просвирнине) был выпущен документальный фильм «Ревнитель православного просвещения».
В социальных сетях «ВКонтакте» и «Facebook» созданы группы для сбора воспоминаний об отце Иннокентии.

## Публикации
- Праздник 20-летия Патриаршества Святейшего Патриарха Московского и всея Руси Алексия // Журнал Московской Патриархии. 1965. — № 3. — С. 17-22 (в соавторстве с В. Бороздиновым и А. Осиповым).
- Святитель Иоанн, митрополит Тобольский и всея Сибири (к 250-летию со дня кончины) // Журнал Московской Патриархии, 1965. — № 6. — С. 73-77;
  - Святитель Иоанн, митрополит Тобольский и всея Сибири (к 250-летию со дня кончины) // Блаженны чистые сердцем: Сб. статей… — М. : ИХТИОС, 2008. — С. 168—170.
- Вечер церковной музыки // Журнал Московской Патриархии. 1966. — № 4. — С. 17-18.
- Схиархимандрит Севастиан (Фомин) // Журнал Московской Патриархии. 1966. — № 6. — С. 37-39;
  - Схиархимандрит Севастиан (Фомин) // Блаженны чистые сердцем: Сб. статей… — М. : ИХТИОС, 2008. — С. 373—375.
- Начало учебного года в Московских духовных школах // Журнал Московской Патриархии. 1966. — № 10. — С. 4-5.
- Введенская Оптина Пустынь в истории русского монашества. Курсовое сочинение. [Машинопись] Загорск, Троице-Сергиева Лавра, 1968.
- Защита диссертации. [Прот. Р. Лозинский. «Русская литургическая письменность»] // Журнал Московской Патриархии, 1969. — № 2. — С. 26-27.
- Святой мученик Трифон (празднование 1 (14) февраля) // Журнал Московской Патриархии. 1969. — № 2. — С. 59-63.
- Равноапостольная великая княгиня Российская Ольга (к 1000-летию блаженной кончины) // Журнал Московской Патриархии. 1969. — № 7. — С. 56-67;
  - Равноапостольная великая княгиня Российская Ольга (к 1000-летию блаженной кончины) // Блаженны чистые сердцем. — М.: ИХТИОС, 2008. — С. 111—117.
  - Равноапостольная великая княгиня Российская Ольга (к 1000-летию блаженной кончины)// Православная культура России в грудах архимандрита Иннокентия (Просвирнина) : к 15-летию со дня кончины архимандрита Иннокентия (†12.07.1994 г.) : [сборник] / Православ. Гимназия во имя Преподобного Сергия Радонежского; [предисл. О. А. Павловой] — Новосибирск, 2009.
- Хранитель Церкви Русской (Прп. Сергий Радонежский) // Журнал Московской Патриархии. 1969. — № 9. — С. 76-79;
  - Хранитель Церкви Русской (Прп. Сергий Радонежский) // Блаженны чистые сердцем. — М.: ИХТИОС, 2008. — С. 125—128.
- Заступник и светильник Отечества (в связи с 750-летием со дня рождения святого благоверного великого князя Александра Невского) // Журнал Московской Патриархии. 1970. — № 9. — С. 62-74;
- Святитель Софроний, епископ Иркутский, всея Сибири чудотворец // Журнал Московской Патриархии. 1971. — № 9. — С. 67-78;
  - Святитель Софроний, епископ Иркутский, всея Сибири чудотворец // Блаженны чистые сердцем. — М.: ИХТИОС, 2008. — С. 171—189.
- Иеросхимонах Амвросий (Гренков) // Журнал Московской Патриархии. 1971. — № 11. — С. 61-68;
  - Иеросхимонах Амвросий (Гренков) // Блаженны чистые сердцем: Сб. ст… — М. : ИХТИОС, 2008. — С. 225—241.
- Из богословского наследия священника Павла Флоренского // Богословские труды. М., 1972. — № 9. — С. 80-81.
- Труды архимандрита Леонида /Кавелина/ (1822—1891) [С приложением библиография его трудов] // Богословские труды. М., 1972. — № 9. — С. 226—240;
  - Труды архимандрита Леонида /Кавелина/ (1822—1891) // Блаженны чистые сердцем: Сб. ст… — М. : ИХТИОС, 2008. — С. 242—270.
  - Труды архимандрита Леонида (Кавелина) на портале «Азбука веры»: https://azbyka.ru/otechnik/Leonid_Kavelin/trudy-arhimandrita-leonida-kavelina/
- Памяти лаврского духовника (к годовщине со дня кончины схиархимандрита Серафима (Семёновых)) // Журнал Московской Патриархии. 1972. — № 1. — С. 24-27.
- Памяти епископа Виссариона Нечаева (1822—1972): К 150-летию со дня рождения // Журнал Московской Патриархии, 1972. — № 2. — С. 70-78 (псевд.: А. Вольгин).
- О таинстве Евхаристии // Журнал Московской Патриархии, 1972. — № 3. — С. 64-73. (псевд.: А. Вольгин);
- «Из Жития Святителя Григория Паламы…» // Журнал Московской Патриархии. 1972. — № 10. — С. 65-66.
- Схиархим. Паисий Величковский: (К 250-летию со дня рождения. 1722—1972) // Журнал Московской Патриархии. 1972. — № 12. — С. 62-64;
- Митрополит Макарий (Булгаков) и акад. Е. Е. Голубинский: (Из истории рус. церк.-ист. науки) // Журнал Московской Патриархии. 1973. — № 6. — С. 66-78;
  - Митрополит Макарий (Булгаков) и акад. Е. Е. Голубинский: (Из истории рус. церк.-ист. науки) // Эл. версия на voskres.ru (2007 г.)
  - Митрополит Макарий (Булгаков) и акад. Е. Е. Голубинский: (Из истории рус. церк.-ист. науки) // Блаженны чистые сердцем: Сб. статей… — М. : ИХТИОС, 2008. — С. 392—424.
- В похвалу Преподобному Сергию, игумену Радонежскому, всея России чудотворцу // Богословские труды. 1973. — Сб. 11. — С. 210—215.
- Афон и Русская Церковь: Исслед. // Журнал Московской Патриархии. 1974. — № 3. — С. 2-25; № 4. — С. 5-15; № 5. — С. 8-12; № 6. — С. 12-28;
  - Афон и Русская Церковь // Блаженны чистые сердцем: Сб. статей… — М. : ИХТИОС, 2008. — С. 273—366.
- На пути к диалогу с Древними Вост. Церквями (Магистерский диспут Б. А. Нелюбова) // Журнал Московской Патриархии. 1975. — № 2. — С. 18-20;
- Пасхальные дни в Русском Пантелеимоновом монастыре на Афоне // Журнал Московской Патриархии. 1975. — № 8. — С. 20-28.
- В Афонском Пантелеимоновом подворье в с. Лукино под Москвой // Журнал Московской Патриархии. 1975. — № 10. — С. 23-24. (в соавторстве с В. Овсянниковым)
- Афон и Русская Церковь: Библиография // Богословские труды. 1976. — Сб. 15. — С. 185—256;
- Святой блаженный Николай Псковский (к 400-летию со дня кончины) // Журнал Московской Патриархии. 1976. — № 1. — С. 70-74 (псевд.: А. Вольгин).
- Вечная память почившим [Лебедев В. Ф., регент, Москва] // Журнал Московской Патриархии. 1976. — № 3. — С. 35-36
- Святитель Иоанн, митрополит Тобольский и всея Сибири чудотворец // Журнал Московской Патриархии. 1976. — № 5. — С. 57-58.
- Преподобный Ферапонт Белозерский, Можайский (к 550-летию со дня преставления) // Журнал Московской Патриархии. 1976. — № 6. — 77-80 (псевд.: А. Вольгин);
  - Преподобный Ферапонт Белозерский, Можайский (к 550-летию со дня преставления) // Блаженны чистые сердцем. — М.: ИХТИОС, 2008. — С. 133—142.
- Митрополит Киевский Пётр, Святитель Московский. Житие и поучение игуменом, попом и диаконом // Журнал Московской Патриархии. 1976. — № 12. — С. 61-65 (псевд.: А. Вольгин);
- Преподобный Савва Звенигородский (к 570-летию со дня преставления) // Журнал Московской Патриархии, 1977. — № 1. — С. 73-75;
  - Преподобный Савва Звенигородский (к 570-летию со дня преставления) // Блаженны чистые сердцем. — М.: ИХТИОС, 2008. — С. 154—158.
- Святой Блаженный Василий, Московский чудотворец // Журнал Московской Патриархии, 1977. — № 8. — С. 75-79 (псевд.: А. Вольгин);
  - Святой Блаженный Василий, Московский чудотворец // Блаженны чистые сердцем. — М.: ИХТИОС, 2008. — С. 159—167.
- Святитель Димитрий, митрополит Ростовский // Журнал Московской Патриархии. 1977. — № 9. — С. 68-75;
  - Святитель Димитрий, митрополит Ростовский // Блаженны чистые сердцем. — М.: ИХТИОС, 2008. — С. 190—206.
- Св. блгв. Даниил, вел. кн. Московский // Журнал Московской Патриархии. 1977. — № 10. — С. 71-73 (псевд.: А. Вольгин);
  - Св. блгв. Даниил, вел. кн. Московский // Блаженны чистые сердцем. — М.: ИХТИОС, 2008. — С. 118—124.
- Преподобный Александр Свирский // Журнал Московской Патриархии, 1978. — № 8. — С. 73-76 (псевд.: А. Вольгин);
  - Преподобный Александр Свирский // Блаженны чистые сердцем. — М.: ИХТИОС, 2008. — С. 143—153.
- Преподобный Андрей Рублёв, иконописец // Журнал Московской Патриархии, 1980. — № 7. — С. 69-79. (в соавторстве с В. Смирновым)
- Святыня земли Русской // Журнал Московской Патриархии, 1980. — № 8. — С. 61-68 (псевд.: А. Вольгин).
- К юбилею Русской Церкви // Журнал Московской Патриархии. 1980. — № 9. — C. 80.
  - К юбилею Русской Церкви // Блаженны чистые сердцем. — М.: ИХТИОС, 2008. — С. 75-77.
- Проповедь в Успенском соборе Троице-Сергиевой Лавры 21 сентября 1980 года (по случаю празднования 600-летия победы на Куликовом поле) // Журнал Московской Патриархии. 1980. — № 12. — С. 21-22.
- К 500-летию освобождения Руси от монголо-татарского ига // Журнал Московской Патриархии. 1980. — № 12. — С. 72-78 (псевд.: А. Вольгин).
  - К 500-летию освобождения Руси от монголо-татарского ига // Православная культура России в грудах архимандрита Иннокентия (Просвирнина) : к 15-летию со дня кончины архимандрита Иннокентия (†12.07.1994 г.) : [сборник] / Православ. Гимназия во имя Преподобного Сергия Радонежского; [предисл. О. А. Павловой] — Новосибирск, 2009.
- Праздник Похвалы Пресвятой Богородицы [Освящение престола во имя святителя Иннокентия, митрополита Московского в Троице-Сергиевой Лавре // Журнал Московской Патриархии. 1981. — № 6. — C. 20-21.
- О творческом пути священника Павла Флоренского // Журнал Московской Патриархии. 1982. — № 4. — С. 65-76.
  - О творческом пути священника Павла Флоренского // Флоренский: Pro et contra. М., 2001. — С. 504—520;
- Научный отчёт издательской группы МП о командировке в Грецию с 12 сентября по 21 октября 1983 г. (2 ноября 1983 года)
- Коммюнике [о пребывании делегации греческих учёных в СССР] // Журнал Московской Патриархии. 1984. — № 8. — C. 8. (в соавторстве)
- Памяти епископа Порфирия (К. А. Успенского), 1804—1885 // Богословские труды. 1985. — Сб. 26. — С. 315—325;
  - Памяти епископа Порфирия (К. А. Успенского), 1804—1885 // Блаженны чистые сердцем: Сб. статей… — М. : ИХТИОС, 2008. — С. 376—391.
- Выступление в прениях // "Архитектурный ансамбль Иосифо-Волоколамского монастыря: проблемы ихучения, раставрации и музеефикации". 30-31 окт. 1986 г. / Ред. Поздеева И.В. — М.: 1990 г. — С. 40-43.
- Миру нужен мир. Интервью // Лесная промышленность. 1987. 24 декабря.
- Россикон // Памятники Отечества. 1988. № 1 (17). — С. 38-47;
- 1000-летие Русской Церкви: Некоторые итоги. Интервью // Советская женщина. 1988. № 2.
- Подворье Московских митрополитов в Черкизове // Архитектура и строительство Москвы. 1988. — № 6. — С. 12-14;
- Русское старчество и Оптина пустынь // Вестник Русского Западно-Европейского Патриаршего Экзархата. 1988. — № 116. — C. 158—172;
  - Русское старчество и Оптина пустынь // Тысячелетие крещения Руси: Материалы Международной церковной научной конференции «Богословие и духовность» (Москва, 11-18 мая 1987 г.). — М. : Московская Патриархия, 1989. — C. 212—219;
  - Русское старчество и Оптина пустынь // Блаженны чистые сердцем. — М.: ИХТИОС, 2008. — С. 209—224.
  - Русское старчество и Оптина пустынь // Православная культура России в грудах архимандрита Иннокентия (Просвирнина) : к 15-летию со дня кончины архимандрита Иннокентия (†12.07.1994 г.) : [сборник] / Православ. Гимназия во имя Преподобного Сергия Радонежского; [предисл. О. А. Павловой] — Новосибирск, 2009.
- Троице-Сергиева лавра и взаимодействие культур // Богословские труды. 1989. — Сб. 29. — С. 207—214;
  - Троице-Сергиева Лавра и взаимодействие культур // Православная культура России в трудах архимандрита Иннокентия (Просвирнина) : к 15-летию со дня кончины архимандрита Иннокентия (†12.07.1994 г.) : Сборник. / предисл. О. А. Павловой. — Новосибирск: Православная гимназия во имя Преподобного Сергия Радонежского, 2009. — С. 34-48.
- Прославление преподобного Амвросия в Троице-Сергиевой Лавре // Журнал Московской Патриархии. 1989. — № 3. — C. 28.
- Историография церк. краеведения // II Всесоюз. конф. по историческому краеведению: Тез. докл. — Пенза, 1989—284 с.;
- О судьбе Рус. Пантелеимонова мон-ря // Наше наследие. 1989. — № 1(7);
- 1000-летие русской книжности // Прометей: Ист.-библиогр. альманах М., 1990. — Т. 16. — С. 31-40;
  - 1000-летие русской книжности // Блаженны чистые сердцем: Сб. статей… — М. : ИХТИОС, 2008. — С. 78-86.
  - 1000-летие русской книжности // Православная культура России в грудах архимандрита Иннокентия (Просвирнина) : к 15-летию со дня кончины архимандрита Иннокентия (†12.07.1994 г.) : [сборник] / Православная гимназия во имя Преподобного Сергия Радонежского; [предисл. О. А. Павловой] — Новосибирск, 2009. — С. 76-84.
- Русская патристика. Источниковедческий обзор // Культура славян по рукописным и старопечатным источникам (конференция). Москва, 1989.
- Русская патристика: (Постановка вопроса) // Общественное сознание, книжность, литература периода феодализма. Новосиб., 1990. — С. 183—189;
  - Русская патристика: (Постановка вопроса) // Православная культура России в грудах архимандрита Иннокентия (Просвирнина) : к 15-летию со дня кончины архимандрита Иннокентия (†12.07.1994 г.) : [сборник] / Православ. Гимназия во имя Преподобного Сергия Радонежского; [предисл. О. А. Павловой] — Новосибирск, 2009. — С. 85-91.
- Церковное краеведение в нравственном воспитании человека // Краеведение Москвы : Науч.-метод. материалы в помощь краеведам / Моск. фонд культуры; Под ред. Л. В. Ивановой, С. О. Шмидта. — М., 1990. — 122 — С. 48-52.
  - Церковное краеведение в нравственном воспитании человека // Православная культура России в грудах архимандрита Иннокентия (Просвирнина) : к 15-летию со дня кончины архимандрита Иннокентия (†12.07.1994 г.) : [сборник] / Православ. Гимназия во имя Преподобного Сергия Радонежского; [предисл. О. А. Павловой] — Новосибирск, 2009.
- Послесловие к очерку Б. Зайцева. АФОН (8.04.1990 г.);
  - Послесловие к очерку Б. Зайцева. АФОН // Блаженны чистые сердцем: Сб. статей… — М. : ИХТИОС, 2008. — С. 367—369.
- Современные издания Библии // Библия в контексте современной жизни: научно-практический семинар. — Иосифо-Волоцкий монастырь 27 апреля 1991 г.
- Влияние и взаимодействие культур в сохранении Севера России (тезисы доклада для конференции «Традиции в контексте русской культуры». Череповец-Великий Устюг). 3.05.1991
- «Русское спасение»: Беседа архимандрита Иннокентия (Просвирнина) с Н. Н. Лисовым о духовном наследии Патриарха Сергия (Страгородского) (Авг. 1991 г.) // Вестник церковной истории. — 2007. № 03(7) — С. 137.
  - «Русское спасение»: Беседа с Николаем Николаевичем Лисовым о Патриархе Сергии и его духовном наследии [Публ. архивного материала: ОР РГБ Ф. 862, к. 15, ед. хр. 14] // Новая книга России. 2007. № 8 (полный текст также размещён на сайте «Русское воскресение» voskres.ru).
  - «Русское спасение»: Беседа архимандрита Иннокентия (Просвирнина) с Н. Н. Лисовым о духовном наследии Патриарха Сергия (Страгородского)] (Авг. 1991 г.) // Текст на bogoslov.ru;
  - «Русское спасение»: Беседа архимандрита Иннокентия (Просвирнина) с Н. Н. Лисовым о духовном наследии Патриарха Сергия (Страгородского) // Блаженны чистые сердцем: Сб. статей… — М. : ИХТИОС, 2008. — С. 89-99;
- Школа схиархим. Паисия Величковского // Книга в России. Из истории духовного просвещения: сборник научных трудов. — СПб.: БАН, 1993. — С. 85-87;
- Школа прп. старца схиархим. Паисия Величковского и издательская деятельность Введенской Оптиной пустыни // Оптина пуст.: Мон-рь и рус. культура: Мат-лы Междунар. симпозиума в г. Бергамо (Италия), 19-23 апр. 1990 г. М., 1993. — Вып. 1. — С. 93-99;
  - Школа прп. старца схиархим. Паисия Величковского и издательская деятельность Введенской Оптиной пустыни // Православная культура России в грудах архимандрита Иннокентия (Просвирнина) : к 15-летию со дня кончины архимандрита Иннокентия (†12.07.1994 г.) : [сборник] / Православная гимназия во имя Преподобного Сергия Радонежского; [предисл. О. А. Павловой] — Новосибирск, 2009.
- Блаженно чрево, носившее Тя (Слово в день памяти Положения честной Ризы Пресвятой Богородицы во Влахерне (2/15 июля), написанное архимандритом Иннокентием в ночь перед кончиной (12 июля 1994 г.) [Текст] : (Публ. архивного материала: ОР РГБ Ф. 862, к. 14, ед. хр. 4) / Иннокентий (Просвирнин) // Новая книга России. — 2006. — № 1. — С. 36-38. (Слово к празднику Положения Ризы Божией Матери во Влахерне).
  - «Блаженно чрево, носившее Тя, и сосцы Тебя питавшие» (Слово в день памяти Положения честной Ризы Пресвятой Богородицы во Влахерне (2/15 июля), написанное архимандритом Иннокентием в ночь перед кончиной (12 июля 1994 г.) // Блаженны чистые сердцем: Сб. статей… — М. : ИХТИОС, 2008. — С. 425—426.
- К. И. Невоструев и его исследования // Мстиславово Евангелие XII в.: Исследования. М., 1997. — С. 650—669;
- А. А. Дмитриевский (1856—1929). Очерк о жизни и деятельности архимандрита Леонида (Кавелина), третьего начальника Русской Духовной Миссии в Иерусалиме, и его научные труды по изучению православного Востока. Подготовка текста: архимандрит Иннокентий (Просвирнин; ум. 1994), игумен Сергий (Данков). Предисловие H. H. Лисового // Богословские труды. Вып. 36 (2001). — С. 67-175.
- Предисловие [к «Месяцеслову святых» архиепископа Димитрия Самбикина] (Публ. архивного материала: ОР РГБ Ф. 862, к. 15, ед. хр. 8) // Новая книга России. — 2006. — № 1. — С. 36-38. // (Полный текст также размещён на сайте «Русское воскресение» voskres.ru [2005])
  - Предисловие к «Месяцеслову святых» всей русской церковью чтимых архиепископа Димитрия (Самбикина) // Блаженны чистые сердцем: Сб. статей… — М. : ИХТИОС, 2008. — С. 105—110;
- Русская Православная Церковь. Источники (фрагмент) [публикация материала из архивного фонда 862, к. 30, ед. хр. 5] // Новая книга России. 2007. № 9-11; есть на voskres.ru;
  - Русская православная церковь. Источники // Блаженны чистые сердцем: Сб. статей… — М. : ИХТИОС, 2008. — С. 9-57;
- Об издательской деятельности Русской Церкви: Исторический очерк (К 20-летию Поместного Собора Русской Православной Церкви 6-9 июня 1988 г.) [Публ. архивного материала: ОР РГБ Ф. 862, к. 862, к. 1, ед. хр. 45] / (Полный текст размещён на сайте «Русское воскресение» voskres.ru [2008)
  - Об издательской деятельности русской православной церкви. Исторический очерк // Блаженны чистые сердцем: Сб. статей… — М. : ИХТИОС, 2008. — С. 58-74;
- Труды и дни архиепископа Димитрия (Самбикина. 1839—1908) // Московский журнал. — 2015. — № 6. — С. 44—54. — ISSN 0868-7110.

- Россикон. Буклет (на англ. и рус. языках). М., 1984.
  - Россикон // Блаженны чистые сердцем: Сб. статей… — М. : ИХТИОС, 2008. — С. 370.
- Троице-Сергиева Лавра : Юбилейное издание, посвящённое тысячелетию Крещения Руси. Книга-альбом / [Авт.-сост. И. Просвирнин]. — М.: Моск. Патриархия, 1985. — 258,[5] с.;
- Русская Библия. Буклет. М., 1988.
- Иосифо-Волоколамский монастырь: Буклет. [М.], 1989;
- Печальник земли Русской: К 600-летию преставления прп. Сергия, игум. Радонежского, всея России чудотворца. М., 1992;
  - Печальник земли Русской: К 600-летию преставления прп. Сергия, игум. Радонежского, всея России чудотворца // Блаженны чистые сердцем: Сб. статей… — М. : ИХТИОС, 2008. — С. 129—132.
- Блаженны чистые сердцем : [сборник статей] / Сост. О. В. Курочкиной. — М.: ИХТИОС, 2008. — 447 с. — (Славянский мир: приложение к журналу «Новая книга России»). — ISBN 5-8402-0246-0